# Myo Min Tun
Myo Min Tun (* 27. Dezember 1987) ist ein myanmarischer Badmintonspieler. 

## Karriere
Myo Min Tun nahm 2011 im Herreneinzel und im Team an den Südostasienspielen teil. Er verlor dabei im Einzel im Achtelfinale gegen Tanongsak Saensomboonsuk mit 17:21 und 13:21 und wurde somit 9. in der Endabrechnung. Mit der Männermannschaft unterlag er ebenfalls im Achtelfinale gegen die Philippinen. 

## Referenzen
- Myo Min Tun - Profile (Memento vom 3. Februar 2013 im Webarchiv archive.today)

| Personendaten    | Personendaten                 |
| ---------------- | ----------------------------- |
| NAME             | Myo, Min Tun                  |
| KURZBESCHREIBUNG | burmesischer Badmintonspieler |
| GEBURTSDATUM     | 27. Dezember 1987             |